# Recchia (calciatore)
 Recchia (fl. XX secolo) è stato un calciatore italiano, di ruolo attaccante.

## Carriera
Con il Petrarca disputa 14 gare nel campionato di Prima Divisione 1922-1923.